# Fórmula Júnior FR2.0 Portuguesa
La Fórmula Junior FR 2.0 Portuguesa fue un campeonato de Fórmula Renault que únicamente se disputó en 2008. La serie corrió sobre todo en circuitos de Portugal y Jerez.

## Circuitos
| - Estoril (2008) - Portimao (2008) - Braga (2008) - Jerez (2008) |

## Campeones
| Año  | Piloto         | Escudería         | Serie invernal |
| ---- | -------------- | ----------------- | -------------- |
| 2008 | Gonçalo Araújo | Araújo Competição | James Calado   |

- Datos: Q5872583